# Africallagma glaucum
Africallagma glaucum – gatunek ważki z rodziny łątkowatych (Coenagrionidae). Występuje w Afryce Subsaharyjskiej – od Kenii i Ugandy na zachód po Angolę i na południe po RPA, stwierdzony także w Ghanie i na Reunionie; niepotwierdzone stwierdzenia z Gabonu i Nigerii.
W RPA imago lata przez cały rok. Długość ciała 28–29 mm. Długość tylnego skrzydła 15,5–16,5 mm.